# 神戸市立烏帽子中学校
神戸市立烏帽子中学校（こうべしりつ えぼしちゅうがっこう）は、兵庫県神戸市灘区にある公立中学校。

## 沿革
- 1958年（昭和33年）10月 - 神戸市立原田中学校の分校として現在地に設置。
- 1962年（昭和37年）4月1日 - 神戸市立原田中学校から分離独立し、同校・神戸市立鷹匠中学校[1]・神戸市立花園中学校（現在の神戸市立長峰中学校[注釈 1]）[2]の校区の一部を本校に変更する形で開校。4月3日に入学した生徒は832名。
- 1962年（昭和37年）4月12日 - 校章制定。
- 1962年（昭和37年）9月30日 - 開校式。
- 1962年（昭和37年）12月25日 - 校歌制定（作詞：竹中郁／作曲：石田純一）。
- 1977年（昭和52年）10月11日 - 西ドイツ（当時）からフロメルンクラブ38名が来校し、ブラス演奏を披露。
- 1989年（平成元年）9月28日 - オーストラリア・ブリスベンからコリンダ高校の生徒が来校。
- 1993年（平成5年）7月21日 - 校則改定。男子が長髪可に。
- 1995年（平成7年）1月17日 - 午前5時46分、阪神・淡路大震災が発生。本館の2階以上が焼失、体育倉庫全壊。校内に被災者の避難所を設置。
- 1995年（平成7年）8月27日 - 避難所を解消。
- 1997年（平成9年）7月28日 - 本館竣工。
- 1997年（平成9年）9月1日 - 本館使用開始。
- 1998年（平成10年）11月2日 - 第1回トライやる・ウィークを実施

## 部活動

### 運動部
- 卓球部
- ソフトテニス部
- 女子バスケットボール部
- 女子バレーボール部

### 文化部
- 吹奏楽部
- 美術工芸部
- 放送部

## 校区
- 西郷小学校区
  - 烏帽子町一丁目〜三丁目
  - 大石北町
  - 大石東町一丁目〜六丁目
  - 大石南町一丁目〜三丁目
  - 新在家北町一丁目〜二丁目
  - 新在家南町一丁目〜五丁目
  - 鹿ノ下通一丁目〜三丁目
  - 味泥町（一部）
- 灘小学校区
  - 下河原通一丁目〜五丁目
  - 琵琶町一丁目〜三丁目
- 成徳小学校区
  - 友田町一丁目〜五丁目
  - 浜田町一丁目〜四丁目

## 周辺
- 灘区役所
- ウェルブ六甲道
- 神戸桜口郵便局
- 国道2号
- コスモ六甲ガーデンフォート

## 交通アクセス
- 西日本旅客鉄道（JR西日本）東海道本線（JR神戸線）六甲道駅から南へ400m。
- 阪神本線新在家駅から西へ200m。
- 阪神バス 六甲口または灘区役所前（八幡桜口）下車。

## 通学区域が隣接している学校
- 神戸市立原田中学校
- 神戸市立鷹匠中学校
- 神戸市立御影中学校